# Chriodes
Chriodes is een geslacht van insecten uit de orde vliesvleugeligen (Hymenoptera) en de familie Ichneumonidae.

## Soorten
- C. asperatus Gupta & Maheshwary, 1974
- C. breviterebra He, 1985
- C. carinatus Kusigemati, 1983
- C. chaoi He, 1985
- C. chinensis Gupta & Maheshwary, 1974
- C. chui He, 1985
- C. garuda Gupta & Maheshwary, 1974
- C. hemierythros Kusigemati, 1983
- C. hunanensis He & Chen, 1992
- C. incarinatus Kusigemati, 1983
- C. incompletus (Seyrig, 1935)
- C. javensis Gupta & Maheshwary, 1974
- C. kinabaluensis Gupta & Maheshwary, 1974
- C. koshunensis (Uchida, 1932)
- C. malaisei Gupta & Maheshwary, 1974
- C. mattus Gupta & Maheshwary, 1974
- C. minutus (Ashmead, 1904)
- C. nanyukianus (Seyrig, 1935)
- C. orientalis Gupta & Maheshwary, 1974
- C. poliendus (Morley, 1913)
- C. punctifer (Morley, 1919)
- C. sulcatus Baltazar, 1961
- C. uttara Gupta & Maheshwary, 1974